# Raining Blood
"Raining Blood" pjesma je američkog thrash metal sastava Slayer. Pjesmu su napisali gitaristi Jeff Hanneman i Kerry King te se na trećem studijskom albumu sastava Reign in Blood iz 1986. godine. Pjesma se tematički bavi religijom i rušenju raja.
Raining Blood je jedna od tri skladbe na albumu koja traje dulje od tri minute, trajući ukupno četiri minute i četrnaest sekundi. Pjesma završava minutom zvuka kiše čime album završava. AllMusic je pjesmu opisao kao "klasik" te je prema riječima obožavatelja jedna od Slayerovih najboljih i najpopularnijih pjesama. Budući da sastav svira pjesmu gotovo na svakom koncertu, i Hanneman i King su izjavili kako uživo najviše vole svirati upravo ovu pjesmu.
Pjesma se pojavila u mnogim serijama, filmovima i sličnom. Najznačajnije su pojave u "South Park" epizodi, "Die Hippie, Die" te videoigri "Guitar Hero III: Legends of Rock", u kojoj je jedna od najtežih pjesama. Također, izvedba uživo uključena je u album "Headbangers Ball" i "Hard N' Heavy Vol. 61".